# Mnemonista
O termo mnemonista faz referência a um indivíduo com uma extraordinária capacidade para recordar uma grande quantidade de dados (p. ex. listas com nomes incomuns de pessoas, guias telefônicos, trechos de livros, etc.) À maioria destas pessoas atribui-se-lhes um tipo de memória especial que se denominou “memória eidética”, apesar de existir um debate sobre se habilidades são realmente inatas ou se são aprendidas. No entanto, muitos mnemonistas têm gozado de grande popularidade e têm passado a fazer parte da tradição, dos mitos e da cultura popular de seu país.

## Alguns mnemonistas
- Alexander Aitken
- Harry Lorayne
- Giuseppe Gasparo Mezzofanti
- Dominic O'Brien
- Kim Peek, pessoa que inspirou à personagem de Raymond no filme Rain Man.
- Daniel Tammet
- Alberto Dell'Isola